# Costa di Rymill

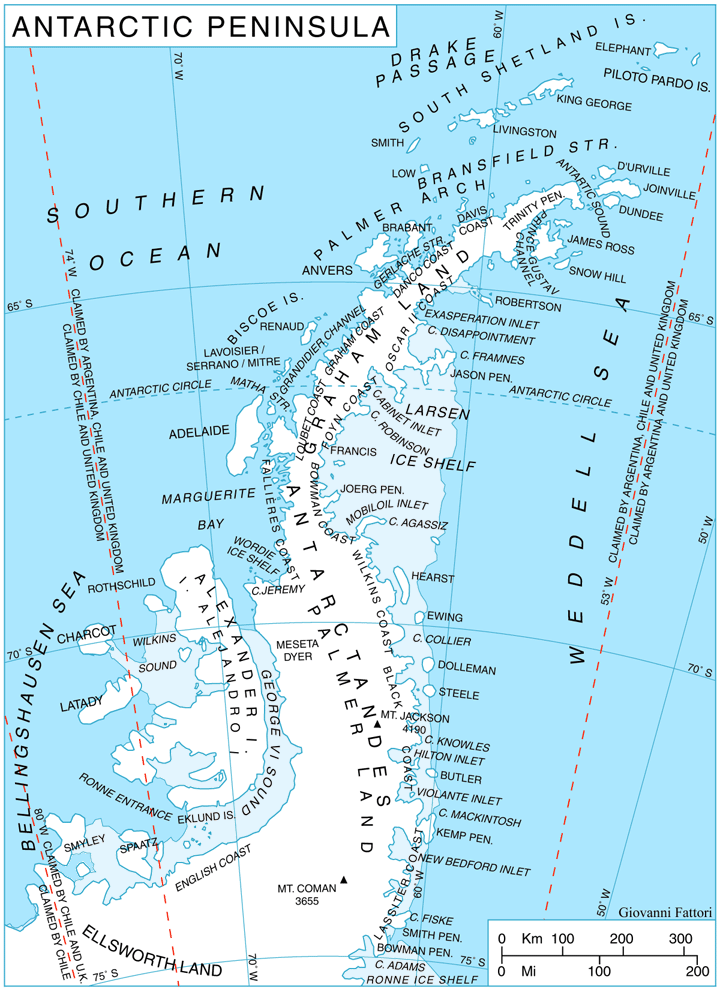
La posizione della costa di Rymill nella penisola Antartica.

La costa di Rymill (centrata alle coordinate 71°00′S 67°30′W) è una porzione della costa della Terra di Palmer, in Antartide. In particolare, la costa di Rymill si estende nella parte occidentale della penisola Antartica tra capo Jeremy (69°24′S 68°51′W), a nordovest, e i nunatak di Buttress (72°21′S 66°50′W), a sudest, confinando quindi a nord con la costa di Fallières (quindi con la Terra di Graham) e a sud con la costa di English. La costa di Rymill è poi separata dalla costa di Wilkins e dalla costa di Black, nella parte orientale della penisola Antartica, per mezzo delle Antartande, mentre il canale di Giorgio VI, quasi del tutto ricoperto dalla piattaforma di ghiaccio Giorgio VI, la divide dall'isola di Alessandro I.

## Storia
La costa di Rymill fu per la prima volta fotografata dal cielo da parte di Lincoln Ellsworth il 23 novembre 1935 ed ulteriori fotografie aeree furono poi scattate durante la spedizione inglese nella Terra di Graham tra ottobre e novembre del 1936. Negli anni, poi, altre spedizioni fotografarono più dettagliatamente l'area, tra queste una spedizione del Programma Antartico degli Stati Uniti d'America nel 1940 e la spedizione antartica di ricerca Ronne nel 1947.

La costa fu infine battezzata con il suo attuale nome nel 1985 da parte del Comitato britannico per i toponimi antartici in onore di John Rymill, comandante della spedizione britannica nella Terra di Graham.

## Geografia
Nella costa di Rymill è presente il ghiacciaio Hubert.